# Ханс Якоб Кристофел фон Гримелсхаузен
Ханс Якоб Кристофел фон Гримелсхаузен (на немски: Hans Jakob Christoffel von Grimmelshausen) е най-яркият немски сатирик на XVII век, епохата на Барока. Създател на прочутия пикаресков роман „Приключенията на Симплицисимус“.

## Биография

### Произход
Ханс Якоб Кристофел фон Гримелсхаузен е роден в обедняло благородническо семейство, което произхожда от тюрингското село Гримелсхаузен на река Вера и през XVI век се установява в град Гелнхаузен. Тогава Гелнхаузен е протестантски град в днешната провинция Хесен. Дядото на Гримелсхаузен, пекар и гостилничар, се отказва през 1592 г. от благородническата си титла.

### Младост
За първите двадесет години от живота на Кристофел няма точни доументални сведения. Баща му умира, когато момчето е на четири или пет години. Овдовялата майка скоро се омъжва повторно и отива при новия си съпруг във Франкфурт на Майн. Синът остава в Гелнхаузен, израства при дядо си и учи в местното латинско училище.
През септември 1634 г.Тридесетгодишната война (1618-1648) стига до Гелнхаузен. Градът е превзет от римо-католическите войски и опустошен. Това се повтаря и през януари 1935 г. Голяма част от жителите, сред тях вероятно и семейството на Гримелсхаузен, бягат в близката крепост на Ханау, която се удържа от шведско-лутерански войски.

### Участие в Тридесетгодишната война
Има основания да се смята, че през лятото на 1631 г. Гримелсхаузен участва в обсадата на Магдебург като помощник във войската, а през 1637 г. е зачислен към императорски драгунски полк във Вестфалия, но поради младостта си още не като редовен войник. През 1639 г. – вече седемнадесетгодишен – Гримелсхаузен е действащ боец в императорския полк на Райнхард фон Шауенбург. Там се издига до полков писар, а след 1644 г. вече съществуват литературни текстове, създадени от неговата ръка. През 1648 г. служи като секретар в полковата канцелария на Йохан Буркард фон Елтер във Васербург на Ин.
През юли 1649 г. в Горен Пфалц Гримелсхаузен приключва с военната си служба.

### Граждански живот
След подписването на Вестфалския мирен договор през 1648 г. Гримелсхаузен се завръща в Офенбург. Очевидно в този период преминава към католическата вяра и женитбата му през 1649 г. се извършва по католически ритуал. Съпругата му, Катарина Хенингер, е дъщеря на полков вахмистър. В брачното свидетелство е вписана отново частицата „фон“, с което Гримелсхаузен възстановява благородническия си произход.
След сватбата младоженците заминават за Гайсбах в Баден-Вюртемберг, където от 1649 до 1661 г. Гримелсхаузен работи като управител на имението и замъка на граф фон Шауенберг. Същевременно отваря собствена гостилница, наречена „При сребърната звезда“ и прави опит в търговията с коне. От 1662 до 1665 г. е фогт в съседния замък Уленбург. След нов опит като гостилничар Гримелсхаузен поема службата кмет на градчето Ренхен. Отговаря за разглеждането на местни съдебни спорове в първа инстанция, за събирането на данъци и доставки и за спазването на обществения ред.
Тогава, независимо от многото административни задължения, Гримелсхаузен създава основните си творби.

### Последни години
През 1672 г. започва френско-холандсата война (1672—1678). През 1673 г. френският крал Луи XIV с подкрепата на страсбургския епископ, при когото служи Гримелсхаузен, открива в Горен Рейн ново поле на военни действия срещу императорските войски.
През 1675 г. Ренхен попада в сферата на сраженията. Градът и околните населени места понасят тежко бреме от войната. Гримелсхаузен отново изпълнява военни задължения. Всичко това не само усложнява крайно живота му, но го довежда до тежко и продължително заболяване, от което той умира през лятото на 1676 г. В църковната книга на Ренхен е запазен запис за смъртта му:
| „ | „Почина в Господ достопочтеният Йоханес Кристофорус фон Гримелсхаузен, човек велик на дух и високообразован, кмет на това място и макар поради размириците на войната да полагаше военна служба, а децата му да бяха разпръснати във всички посоки, по скръбния повод всички се събраха край смъртния му одър. И така бащата, благочестиво укрепен от тайнството на Евхаристията, издъхна и бе предаден на земята. Нека душата му почива в свещен мир.“ | “ |

Съпругата на Гримелсхаузен Катарина, родила му десет деца, умира седем години по-късно през март 1683 г.

## „Симплицисимус“
Основната творба на Гримелсхаузен „Приключенията на Симплицисимус“ (Der abenteuerliche Simplicissimus Teutsch) (1668/69 г.) е снабден с обяснително подзаглавие в стила на епохата: „Житеописание на странника Мелхиор Щернфелз фон Фуксхайм, кога и къде се е появил на този свят, какво е видял, научил, изпитал и препатил в него и защо доброволно го е напуснал“. Това е бароков роман с изключителна жизненост и разнообразие. Писателят обрисува подробна картина на Тридесетгодишната война и на подивелия обществен живот в Германия след войната. От значение са описанията на личните му преживявания, а също обширните му познания на античната литература, както и на образци от испанския и френския пикаресков роман. Наред с това необикновено начетеният писател преработва в романа си множество наблюдения от различни области на знанието през неговата епоха.

## Други произведения

### Сатирични творби
- Schwarz und weiß oder die Satirische Pilgerin (1666)
- Der teutsche Michel (1670)
- Das Rathstübel Plutonis (1672)
- Die verkehrte Welt (1673)
- Deß Weltberuffenen Simplicissimi Pralerey und Gepräng mit seinem Teutschen Michel (1673)

### Галантни романи
- Des vortrefflichen keuschen Josephs in Ägypten erbauliche Lebensbeschreibung (1670)
- Dietwalds und Amelindens anmutige Lieb- und Leidsbeschreibung (1670)
- Des durchlauchtigen Prinzen Proximi und seiner ohnvergleichlichen Lympidä Liebesgeschichterzählung (1672)

## Признание
В чест на писателя през 1993 г. е учредена литературната награда „Гримелсхаузен“.

## На български
- Приключенията на Симплицисимус, изд.: Народна култура, София (1990), прев. Борис Парашкевов
- Приключенията на Симплицисимус, изд.: Изток-Запад, София (2013), прев. Борис Парашкевов